# 그린500
그린500(Green500)은 TOP500 슈퍼컴퓨터 목록에서 에너지 효율 측면에서 연 2회 발표되는 슈퍼컴퓨터 순위이다. 이 목록은 전성비를 측정하며, 배정밀도 부동소수점수에서 고성능 LINPACK 벤치마크에 대한 TOP500 측정값을 사용한다.

## 역사
그린500 목록은 2006년 당시 버지니아 공과대학교 컴퓨터 과학과의 부교수였던 커크 W. 카메론과 펑 우춘이 만들었다. 런 룰의 기초를 이루는 전력 측정 기술은 카메론의 초기 슈퍼컴퓨터 에너지 효율 연구에 기반을 두었으며, 이는 국립과학재단(Awards: #0347683, #0614705)의 초기 지원을 받았다. 최초의 그린500 목록은 2007년 ACM/IEEE 슈퍼컴퓨팅 컨퍼런스에서 발표되었고, 2007년 12월 IEEE Computer 40(12): 50-55에 실렸다.
이 목록은 초기에 논란에 직면했는데, 몇몇 주요 이해관계자(예: SGI, DOE 연구소)가 보고서 마감일까지 측정값을 제출하지 못했고, U/L 등급 기반의 전력 추정치를 사용하여 원래 목록에서 제외되었기 때문이었다. 수정된 목록은 2008년 2월에 게시되어 제출에 실패한 이들이 목록을 업데이트할 수 있도록 했다. 그 후, 독립적으로 업데이트된 그린500 목록은 매년 두 차례, 6월에는 유럽의 국제 슈퍼컴퓨팅 컨퍼런스(ISC)에서, 11월에는 미국 기반의 ACM/IEEE 슈퍼컴퓨팅 컨퍼런스에서 발표되었다. 2014년에 그린500 목록은 TOP500 목록과 합쳐져, 이제는 두 목록에 모두 참여하기 위해 단 한 번의 제출만 필요하다.
2012년 11월 기준, 어프로 인터내셔널 Xtreme-X 슈퍼컴퓨터(비콘)가 2.499 LINPACK GFLOPS/W로 그린500 목록에서 1위를 차지했다. 비콘은 테네시 대학교의 NICS에 의해 구축되었으며, 그린블레이드 GB824M, 제온 E5-2670 기반, 8코어(8C), 2.6 GHz, 인피니밴드 FDR, 인텔 제온 파이 5110P 컴퓨터이다.
2013년 06월 기준, 유로테크 슈퍼컴퓨터 유로라(Eurora)가 치네카에서 3.208 LINPACK GFLOPS/W로 그린500 목록에서 1위를 차지했다. 치네카 유로라 슈퍼컴퓨터는 노드당 두 개의 인텔 제온 E5-2687W CPU와 두 개의 PCI-e 연결된 엔비디아 테슬라 K20 가속기를 갖추고 있다. 수냉식 및 전자 설계는 랙당 350 TFLOPS의 최고 성능으로 매우 높은 밀도에 도달할 수 있게 한다.
2014년 11월 기준, 헬름홀츠 협회의 L-CSC 슈퍼컴퓨터는 다름슈타트의 GSI에서 5.271 GFLOPS/W로 그린500 목록에서 1위를 차지했으며, 5 GFLOPS/W의 효율성을 넘어선 최초의 클러스터였다. 이 슈퍼컴퓨터는 인텔 제온 E5-2690 프로세서와 인텔 아이비브리지 아키텍처 및 AMD 파이어프로 S9150 GPU 가속기를 사용한다. 랙 내부 수냉식 및 냉각탑을 사용하여 냉각에 필요한 에너지를 줄인다.
2015년 08월 기준, 도쿄도 외곽에 있는 이화학연구소의 쇼부 슈퍼컴퓨터는 7.032 GFLOPS/W로 그린500 목록에서 1위를 차지했다. 당시 목록의 상위 3개 슈퍼컴퓨터는 PEZY-SC 가속기(GPU와 유사하며 OpenCL을 사용함)를 사용했으며, PEZY Computing에서 개발한 이 가속기는 각 1,024개의 코어와 6-7 GFLOPS/W의 효율성을 가지고 있다.
2019년 06월 기준, "NVIDIA DGX-1 볼타36, 제온 E5-2698v4 20C 2.2GHz, 인피니밴드 EDR, 엔비디아 테슬라 V100"을 사용하는 DGX 새턴V 볼타가 15.113 GFLOPS/W로 그린500 목록에서 1위를 차지했으며, TOP500에서는 469위에 불과했다. 이는 IBM 파워9 CPU와 엔비디아 테슬라 V100 GPU를 결합한 훨씬 더 큰 서밋(TOP500에서 1위, 그린500에서 2위, 14.719 GFLOPS/W)보다 약간 더 효율적이다.
2022년 6월, 휴렛 팩커드 엔터프라이즈는 모든 AMD 시스템(CPU 및 GPU)으로 상위 4개 자리를 차지하며, 1위 시스템은 전년도 1위 시스템보다 50% 이상 더 효율적이었다. 이후, 2022년 11월, 레노버는 작은 인텔-엔비디아 시스템으로 1위를 차지했다.

## 그린500 목록
| 순위 | 와트당 성능 (GFLOPS/와트) | 이름                                        | 모델 프로세서, GPU, 인터커넥트                                                                                   | 공급업체                 | 위치 국가, 연도 | Rmax (PFLOPS) |
| ---- | ------------------------- | ------------------------------------------- | --- | ------------------------ | --- | ------------- |
| 1    | 72.733                    | JEDI                                        | BullSequana XH3000 Grace Hopper Superchip 72C 3GHz, Nvidia GH200 Superchip, Quad-Rail NVIDIA, InfiniBand NDR200, | ParTec/EVIDEN (ex-Atos)  | 유로HPC/FZJ, 독일, 2024 | 4.50          |
| 2    | 70.912                    | ROMEO-2025                                  | BullSequana XH3000 Grace Hopper Superchip 72C 3GHz, NVIDIA GH200 Superchip, Quad-Rail NVIDIA, InfiniBand NDR200  | EVIDEN (ex-Atos)         | ROMEO HPC 센터, 랭스 샹파뉴아르덴 대학교 프랑스, 2024                                                                               | 9.86          |
| 3    | 69.098                    | Adastra 2                                   | HPE Cray EX255a AMD Optimized 4th Generation EPYC 28C 1.8 GHz, AMD Instinct MI300A, Slingshot-11                 | 휴렛 팩커드 엔터프라이즈 | Grand Equipement National de Calcul Intensif - Centre Informatique National de l'Enseignement Superieur (GENCI-CINES), 프랑스, 2024 | 2.53          |
| 4    | 68.835                    | Isambard-AI phase 1                         | HPE Cray EX254n NVIDIA Grace 72C 3.1GHz, NVIDIA GH200 Superchip, Slingshot-11                                    | 휴렛 팩커드 엔터프라이즈 | 브리스틀 대학교, 영국, 2024 | 7.42          |
| 5    | 68.053                    | Capella                                     | 레노버 ThinkSystem SD650 V3 AMD EPYC 9334 32C 2.7GHz, Nvidia H100 SXM5 94Gb, Infiniband NDR200,                  | MEGWARE                  | 드레스덴 공과대학교 ZIH, 독일, 2024                                                                                                 | 24.06         |
| 6    | 67.963                    | JETI JUPITER Exascale Transition Instrument | BullSequana XH3000 Grace Hopper Superchip 72C 3GHz, NVIDIA GH200 Superchip, Quad-Rail NVIDIA InfiniBand NDR200   | ParTec/EVIDEN (ex-Atos)  | 유로HPC/FZJ, 독일, 2024 | 83.14         |
| 7    | 66.948                    | Helios GPU                                  | HPE Cray EX254n NVIDIA Grace 72C 3.1GHz, NVIDIA GH200 Superchip, Slingshot-11                                    | 휴렛 팩커드 엔터프라이즈 | Cyfronet, 폴란드, 2024 | 19.14         |
| 8    | 65.396                    | Henri                                       | 레노버 ThinkSystem SR670 V2 Intel 제온 플래티넘 8362 2.8 GHz (32C), Nvidia H100 80 GB PCIe, InfiniBand HDR       | 레노버                   | 플랫아이언 인스티튜트, 미국, 2022                                                                                                   | 2.88          |
| 9    | 62.964                    | HoreKa-Teal                                 | ThinkSystem SD665-N V3 AMD EPYC 9354 32C 3.25GHz, Nvidia H100 94Gb SXM5, Infiniband NDR200                       | 레노버                   | 카를스루에 공과대학교 (KIT), 독일, 2024                                                                                             | 3.12          |
| 10   | 62.803                    | rzAdams                                     | HPE Cray EX255a AMD 4th Gen EPYC 24C 1.8GHz, AMD Instinct MI300A, Slingshot-11                                   | 휴렛 팩커드 엔터프라이즈 | DOE/NNSA/LANL, 미국, 2024 | 24.38         |